# 卡洛斯·米格尔·佩雷拉
卡洛斯·米格尔·佩雷拉·埃尔南德斯（西班牙語：Carlos Miguel Pereira Hernández，1966年11月2日—）是古巴外交官，曾任古巴驻华大使。

## 经历
1966年生于哈瓦那。1990年毕业于哈瓦那“劳尔·罗阿·加西亚”国际关系高级学院国际政治关系专业，毕业后进入古巴外交部亚洲与大洋洲司工作。1991年至1992年在北京语言学院汉语国际教育学部学习中文，1992年至1993年在北京大学国际政治系进修，获国际政治关系硕士学位。
1993年至1997年历任古巴驻中国大使馆三秘、二秘。1997那至2006年在古巴外交部工作，历任外交部副部长办公室助理，办公厅部长助理、主任，亚洲与大洋洲司司长等职务。2006年11月至2011年12月担任古巴驻华大使。
2016年12月就任古巴驻日本大使。
2019年11月至2023年6月再一次担任古巴驻华大使。